# Deidre Catt
Deidre Mary Catt (* 4. Juli 1940) ist eine ehemalige britische Tennisspielerin, die in den 1960er Jahren aktiv war.

## Karriere
Deidre Catts bestes Ergebnis bei einem Grand-Slam-Turnier war der Finaleinzug beim Doppelwettbewerb der U. S. Championships, die seit Beginn der Open Era als US Open ausgetragen werden. Dieses Finale verlor sie mit ihrer Doppelpartnerin Ann Haydon glatt in zwei Sätzen gegen das Doppel Maria Bueno und Darlene Hard. Im Einzel war ihr Abschneiden bei den U.S. National Championships 1963 das beste Ergebnis ihrer Karriere, wobei sie im Halbfinale gegen Margaret Court unterlag, nachdem sie im Achtelfinale Billie Jean Mofitt besiegt hatte. In Wimbledon erreichte sie 1962 und 1964 jeweils das Achtelfinale.
Zwischen 1961 und 1964 vertrat war sie Mitglied der britischen Mannschaft in vier aufeinanderfolgenden Austragungen des Wightman Cup. Ihre Mannschaft verlor in diesen Jahren jedes Mal gegen die Mannschaft der Vereinigten Staaten, aber 1962 gewann Catt ihr Match gegen Nancy Richey. Von 1963 bis 1965 war sie Mitglied der britischen Fed-Cup-Mannschaft, wo sie sechs Matches gewann und zwei verlor.
Catt gewann 1963 die Einzelkonkurrenz der British Covered Court Championships. Im Halbfinale schlug sie in drei Sätzen Ann Jones, mit der sie sich bei den U. S. Championships 1960 in das Finale gespielt hatte, und im Finale gewann sie gegen Renée Schuurman.

## Privates
Im November 1964 heiratete sie den australischen Tennisspieler John Keller. In den 1970er Jahren heiratete sie den Australier Noel McMahon. Sie leidet an der Parkinson-Krankheit.

## Finalteilnahmen bei Grand-Slam-Turnieren

### Doppel
| Nr. | Datum | Turnier             | Belag | Partnerin  | Finalgegnerinnen         | Ergebnis |
| --- | ----- | ------------------- | ----- | ---------- | ------------------------ | -------- |
| 1.  | 1960  | U. S. Championships | Sand  | Ann Haydon | Maria Bueno Darlene Hard | 1:6, 1:6 |